# František Gaulieder
František Gaulieder (1951. január 18. – Tornóc, 2017. március 25.) szlovák politikus.

## Élete
1994 és 1996 között parlamenti képviselő volt a HZDS tagjaként. Miután Vladimír Mečiarral szemben határozott kritikát fogalmazott meg 1996. december 4-én megfosztották parlamenti mandátumától egy korábbi dátumi nélküli lemondási nyilatkozatot felhasználva, amit 1994-ben írattak alá vele. 2014-től haláláig önkormányzati képviselő volt Galántán.
2017. március 25-én nem sokkal hajnali kettő előtt Tornóc közelében vonat gázolta halálra. Autóját személyes dokumentumaival Tornóc és Vágsellye között találták meg. Lehetséges, hogy nem baleset történt, hanem Gaulieder öngyilkosságot követett el.